# Lazinser Rötelspitze
De Lazinser of Partschinser Rötelspitze (Italiaans: Cima Rossa) is een 3037 meter hoge berg in de Ötztaler Alpen in het Italiaanse Zuid-Tirol.
De bergtop is gelegen in de westelijke helft van de Texelgroep, ten noorden van Partschins. De berg draagt deze naam ter onderscheiding van de meer naar het oosten, tevens in de Texelgroep gelegen Spronser Rötelspitze. De Italiaanse naam luidt echter voor beide bergen hetzelfde. Hoewel de Lazinser Rötelspitze bijna 400 meter hoger is dan zijn naamgenoot, wordt de Spronser Rötelspitze ook wel als Große Rötelspitze aangeduid.
De eenvoudigste route naar de top vertrekt van de Halsjoch (2808 meter), die makkelijk te bereiken is vanuit de Lodnerhütte.